# Kalakshetra

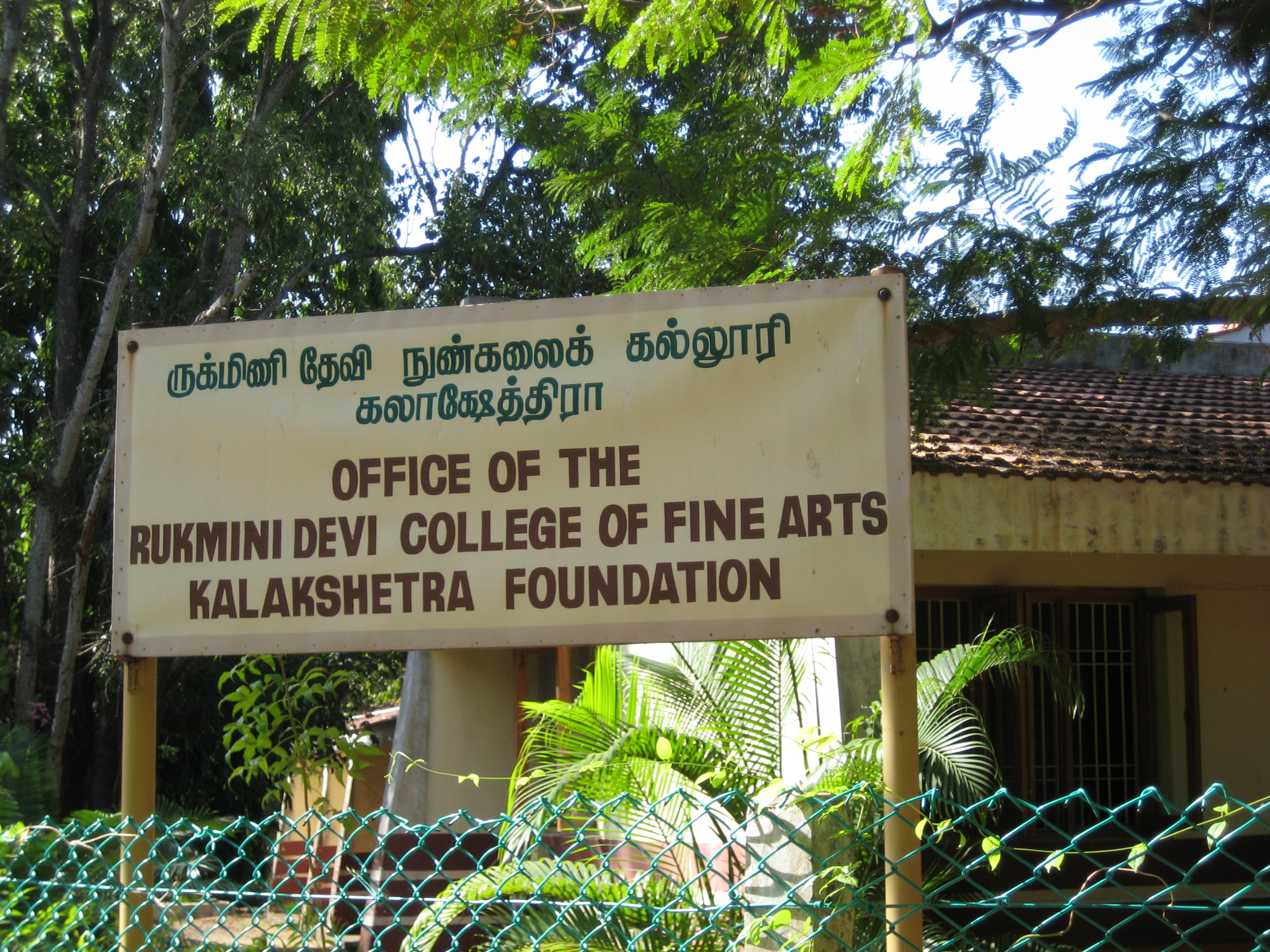
Kantoor van de Kalakshetra Academie

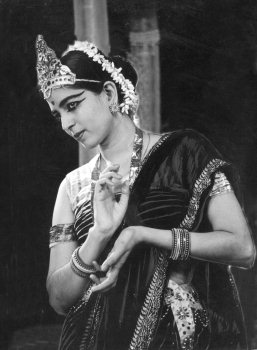
Oprichtster Rukmini Devi Arundale

Kalakshetra is een culturele academie, in 1936 gesticht door de theosofe, politica en kunstenares Rukmini Devi Arundale.
De bedoeling van de stichting is het vrijwaren van de traditionele waarden der Indiase kunst, voornamelijk op het gebied van dans en muziek.
Sedert 1962 betrekt Kalkshetra een nieuwe campus in Tiruvanmiyur, een voorstad van Chennai in de staat Tamil Nadu.